# 피리 불던 모녀 고개
"피리 불던 모녀 고개"는 한국에서 제작된 강찬우 감독의 1963년 영화이다. 이민자 등이 주연으로 출연하였고 이성근 등이 제작에 참여하였다.

## 출연

### 주연
- 이민자
- 최무룡
- 엄앵란
- 김근자

## 기타
- 조명: 최상동
- 미술: 이태선